# Ці неймовірні музиканти, або Нові сновидіння Шурика
«Ці неймовірні музиканти, або Нові сновидіння Шурика» — фільм-концерт за мотивами популярних комедій Леоніда Гайдая «Операція „И“ та інші пригоди Шурика» (1965), «Кавказька полонянка, або Нові пригоди Шурика» (1966), «Діамантова рука» (1968), «12 стільців» (1971), «Іван Васильович змінює професію» (1973), «Не може бути!» (1975), поставлений Юрієм Сааковим на Центральному телебаченні Держтелерадіо СРСР в 1977 році.

## У ролях
Ведучий
- Олександр Дем'яненко — Олександр Сергійович Тимофєєв (Шурик) з «Операції „И“», «Кавказької полонянки» і «Івана Васильовича», ведучий, камео

Учасники «вокально-інструментального ансамблю»
- Наталія Варлей — Ніна з «Кавказької полонянки», виконавиця пісень «Щастя» з «Івана Васильовича», музикант, камео.
- Георгій Віцин — Боягуз із «Операції „И“» і «Кавказької полонянки», тесть із «Не може бути!», Музикант («Боягуз»), камео
- Арчіл Гоміашвілі — Остап Бендер з «12 стільців», музикант, камео
- Олег Даль — «Купідон» з «Не може бути!», Музикант, камео
- Валерій Золотухін — виконавець пісень у фільмах Гайдая (не грав), музикант, камео
- Савелій Крамаров — дяк Феофан з «Івана Васильовича», одноокий шахіст з «12 стільців», музикант, камео
- Наталя Крачковська — Мадам Грицацуєва з «12 стільців», Уляна Андріївна Бунша з «Івана Васильовича», «Маруся» з «Івана Васильовича», музикант, камео
- Леонід Куравльов — Жорж Милославський з «Івана Васильовича», наречений з «Не може бути!», Музикант, камео
- Євген Моргунов — Перевірений з "Операції "И "" і «Кавказької полонянки», музикант, камео
- Юрій Нікулін — Бовдур з «Операції „И“» і «Кавказької полонянки», в «Цих неймовірних музикантів» не знімався, але виконував пісню про султана, камео
- В'ячеслав Невинний — людина з «Не може бути!», Музикант, камео
- Світлана Світлична — подружка Горбункова з «Діамантової руки», музикант, камео
- Наталія Селезньова — Дружина Шурика з «Івана Васильовича», Ліда з «Операції „И“», музикант, камео
- Олексій Смирнов — Федя з «Операції „И“», музикант, камео

## Знімальна група
- Автор сценарію і режисер-постановник: Юрій Сааков
- Композитор: Олександр Зацепін
- Автор текстів пісень: Леонід Дербеньов
- Художник: Ігор Макаров

## Композиції, які пролунали у фільмі
1. Весь ансамбль — «Танцплощадка» з к / ф «Кавказька полонянка, або Нові пригоди Шурика» (інструментальна композиція)
2. Наталія Варлей (вокал — Аїда Ведіщева) — «Пісенька про ведмедів» з к / ф «Кавказька полонянка, або Нові пригоди Шурика»
3. Олексій Смирнов — «Погоня» з к / ф "Операція "И"та інші пригоди Шурика" (інструментальна композиція)
4. Леонід Куравльов (вокал — Валерій Золотухін) — «Розмова із щастям» з к / ф «Іван Васильович змінює професію»
5. Євген Моргунов — музична картинка «Базар» з к / ф "Операція "И"та інші пригоди Шурика" (інструментальна композиція)
6. Весь ансамбль (вокал — Валерій Золотухін) — «Смугаста життя» з к / ф «12 стільців» (пісня, яка не увійшла в фільм)
7. Олег Даль — «Погоня» з к / ф «Іван Васильович змінює професію» (інструментальна композиція)
8. Наталія Селезньова (вокал — Ніна Бродська) — «Дзвенить січнева завірюха» з к / ф «Іван Васильович змінює професію»
9. Весь ансамбль — «Погоня» з к / ф "Операція "И"та інші пригоди Шурика" (інструментальна композиція)
10. Наталія Крачковська, Наталія Варлей, Наталія Селезньова, Світлана Світлична (вокал — ВК «Аккорд»[1]) — «Колискова» з к/ф «Операція „И“ та інші пригоди Шурика»
11. Арчіл Гоміашвілі — «Перукарські» з к / ф «12 стільців» (інструментальна композиція)
12. Наталія Селезньова, Наталія Варлей, Світлана Світлична, Наталія Крачковська — «Хо-хо» з к/ф «12 стільців» (інструментальна композиція)
13. Євген Моргунов, Наталія Селезньова, Наталія Варлей, Світлана Світлична — «Крах надій» з к/ф «12 стільців» (інструментальна композиція)
14. Георгій Віцин — музична картинка з к/ф «Не може бути!» (Інструментальна композиція)
15. Валерій Золотухін — «Танго Остапа Бендера» з к / ф «12 стільців»
16. Наталія Крачковська і Олег Даль — «Погоня» з к / ф «12 стільців» (інструментальна композиція)
17. Світлана Світлична (вокал — Аїда Ведіщева) — «Допоможи мені» з к / ф «Діамантова рука»
18. Весь ансамбль — «Марш» з к / ф «Кавказька полонянка, або Нові пригоди Шурика» (інструментальна композиція)
19. Весь ансамбль — «Кап-кап» (вокал — Ансамбль пісні і танцю Радянської Армії імені А.   В.   Александрова) з к / ф «Іван Васильович змінює професію»
20. Наталія Варлей, Георгій Віцин, Євген Моргунов — «Погоня» з к / ф «Кавказька полонянка, або Нові пригоди Шурика» (інструментальна композиція)
21. Олег Даль — «Купідон» з к / ф «Не може бути!»
22. Савелій Крамаров — «Погоня в Васюки» з к/ф «12 стільців» (інструментальна композиція)
23. Юрій Нікулін — «Якщо б я був султан …» з к / ф «Кавказька полонянка, або Нові пригоди Шурика»
24. Весь ансамбль — «Острів невезіння» з к/ф «Діамантова рука»
25. Весь ансамбль — «Пісня про зайців» з к/ф «Діамантова рука»
26. Олег Даль і весь ансамбль — «Чорні підкови» з к/ф «Не може бути!»
27. Весь ансамбль — «Марш» з к/ф «Операція» И «та інші пригоди Шурика» (інструментальна композиція)
28. Весь ансамбль — «Висновок»

## Цікаві факти
У цьому фільмі замість сигарет «Мальборо» (які були в оригінальному фільмі) «знялися» сигарети марки «Союз» — «Аполлон».